# Staatskapelle Berlin
Staatskapelle Berlin (A Orquestra Estatal de Berlim) é a orquestra da Ópera Estatal de Berlim (Berliner Staatsoper Unter den Linden). O seu director musical, o Staatskapellmeister, é Daniel Barenboim.

## História
A orquestra foi fundada em 1570, por Joachim II Hector, Eleitor de Brandemburgo como "Königlich Preußische Hofkapelle" (Orquestra da Corte Real Prussiana), com cerca de 30 músicos. Mais tarde tornou-se precursora da Royal Court Opera, fundada em 1742 por Frederico, o Grande. Contou com músicos notáveis como:Carl Philipp Emanuel Bach, Franz Benda, e Johann Joachim Quantz.

O primeiro concerto fora da corte aconteceu dia 1 de Março de 1783 no Hotel Paris, dirigido por Johann Friedrich Reichardt. A partir de 1842, Giacomo Meyerbeer foi nomeado como Kapellmeister. A orquestra também executou estreias mundiais de obras de Richard Wagner, Felix Mendelssohn e Otto Nicolai.
O diretor musical da orquestra, o Staatkapellmeister dirige a Ópera Estatal de Berlim, e faz gravações exclusivas com a marca Teldec.

## Maestros
- 1759-1775 Johann Friedrich Agricola
- 1775-1794 Johann Friedrich Reichardt (Hofkapellmeister)
- 1816-1820 Bernhard Anselm Weber
- 1820-1841 Gaspare Spontini
- 1842-1846 Giacomo Meyerbeer
- 1848-1849 Otto Nicolai
- 1871-1887 Robert Radecke (Hofkapellmeister)
- 1888-1899 Joseph Sucher
- 1899-1913 Richard Strauss
- 1913-1920 Leo Blech (Hofkapellmeister)
- 1923-1934 Erich Kleiber
- 1935-1936 Clemens Krauss
- 1941-1945 Herbert von Karajan
- 1948-1951 Joseph Keilberth
- 1954-1955 Erich Kleiber
- 1955-1962 Franz Konwitschny
- 1964-1990 Otmar Suitner
- 1992-presente Daniel Barenboim